# Ciuciubabka (film)
Ciuciubabka – polski telewizyjny film obyczajowy z 1977 roku w reżyserii Radosława Piwowarskiego.
Film zrealizowano w Warszawie (w tym Dworzec Centralny PKP).

## Opis fabuły
Grażyna (Gabriela Kownacka) i Piotr (Wiesław Wójcik) są młodym małżeństwem, które dość szybko pogrąża się w kryzysie przez co ich związek jest na krawędzi rozpadu. Niespodziewane odwiedziny matki Grażyny (Bohdana Majda) powodują, że małżonkowie bawią się przed nią w tytułową "ciuciubabkę", udając zgodną i kochającą się parę. Z czasem jednak sytuacja pomiędzy nimi staje się z dnia na dzień coraz bardziej napięta i coraz trudniej im udawać, a wzajemne wyrachowanie staje się coraz bardziej nieznośne i męczące.

## Informacje dodatkowe
Radosław Piwowarski miał zaledwie 29 lat, gdy zrealizował Ciuciubabkę. Film ten, podobnie jak kolejny pt. Córka albo syn – miał swoją premierę i był prezentowany w ramach popularnego cyklu telewizyjnego pt. Sytuacje rodzinne. Podobnie jak w wielu późniejszych jego dziełach, podjęta jest tu tematyka uczucia dwojga ludzi, poddanego próbie.

## Obsada
- Wiesław Wójcik – Piotr
- Gabriela Kownacka – Grażyna, żona Piotra
- Bohdana Majda – mama Grażyny
- Anna Jaraczówna – pani Władzia, gosposia Piotra
- Jerzy Staszewski – ojciec Piotra
- Władysław Wasilewski – plutonowy
- Krystyna Tkacz – kochanka Piotra
- Hanna Małkowska – profesorka na zjeździe absolwentów
- Celina Klimczakówna – kioskarka
- Krystyna Karkowska – uczestniczka zjazdu absolwentów
- S Stelmachówna – uczestniczka zjazdu absolwentów
- Maria Seroczyńska – uczestniczka zjazdu absolwentów
- Maria Białobrzeska – uczestniczka zjazdu absolwentów
- Irena Burawska – uczestniczka zjazdu absolwentów